# Natron (Band)
Natron ist eine italienische Death-Metal-Band aus Apulien.

## Geschichte
Die Band wurde 1992 von Max Marzocca als Freizeitprojekt unter dem Namen „Piper of Hamelin“ gegründet. Kurze Zeit später benannte man sich in Natron um. Der Name ist gewählt worden, da die alten Ägypter Natron zur Mumifizierung verwendet haben. Das erste Demo erschien 1994 und war noch sehr Grindcore-lastig. Die Band hatte in den ersten Jahren Veröffentlichungen auf diversen Minilabeln, bevor sie einen Vertrag mit dem französischen Musiklabel Holy Records unterschrieb. Nach Veröffentlichung des Albums Livid-Corruption wurde der Vertrag mit Holy Records gekündigt. Es folgten zahlreiche Live-Auftritte. 2008 gründete Marzocca die Grindcore-Band Buffalo Grillz. Nach fünf Jahren ohne Plattenvertrag nahm das slowakische Independent-Label Metal Age Productions Natron im Frühjahr 2009 unter Vertrag und im Oktober 2009 erschien das fünfte Studioalbum Rot Among Us. 2010 folgte die „World Rotten Tour 2010“, in deren Rahmen die Band unter anderem beim Michigan Death Fest in Battle Creek, USA, auftrat. Nach Problemen mit ihrem aktuellen Label Metal Age, von dem sich Natron nicht ausreichend unterstützt sah, konnte das vereinbarte nächste Album nicht veröffentlicht werden. Anlässlich des 20-jährigen Bestehens der Band nahm Natron 2012 verschiedene Lieder aus der Frühphase der Band Mitte und Ende der 1990er Jahre neu auf und veröffentlichte sie unter dem Titel Grindermeister. Grund war laut Schlagzeuger und Gründungsmitglied Max Marzocca, dass der Sound der ersten beiden Studioalben sehr schlecht gewesen sei und dass diese aufgrund einer sehr geringen Auflage von rund 1000 Stück nicht mehr erhältlich seien. Das Album erschien im Juni 2012 beim italienischen Independent-Label Southern Brigade.

## Diskografie
- 1994: Force (Demo)
- 1996: Unpure (Mini-Album)
- 1997: A Taste of Blood (Demo)
- 1997: Hung, Drawn & Quartered
- 1999: Negative Prevails
- 2000: Bedtime for Mercy
- 2003: Necrospective (Best-of)
- 2004: Livid Corruption
- 2009: Rot Among Us
- 2012: Grindermeister